# Edmonton
Pour les articles homonymes, voir Edmonton (homonymie).
Edmonton (/ˈɛd.mən.tən/ ) est la capitale de la province de l'Alberta au Canada. Elle se situe le long de la rivière Saskatchewan Nord et est le centre de la région métropolitaine homonyme, entourée par la région du centre de l'Alberta. La ville ancre l'extrémité nord de ce que Statistique Canada définit comme le « corridor Calgary-Edmonton ».
En 2022, Edmonton compte une population de 1 223 230 habitants et une aire métropolitaine de 1 532 187 habitants, ce qui en fait la cinquième ville et la sixième aire métropolitaine du Canada. Elle constitue la ville et la région métropolitaine la plus septentrionale de l'Amérique du Nord avec une population de plus d'un million d'habitants. Ses habitants se nomment les Edmontoniens.
La croissance historique d'Edmonton a été facilitée par l'absorption de cinq municipalités urbaines adjacentes (Strathcona, North Edmonton, West Edmonton, Beverly et Jasper Place), en plus d'une série d'annexions jusqu'en 1982, et de l'annexion de 82,6 kilomètres carrés de terres du comté de Leduc et de la ville de Beaumont, en 2019. Connue sous le nom de la « Porte du Nord », la ville constitue une étape importante pour les projets à grande échelle de sables bitumineux dans le Nord de la province, ainsi que pour les opérations d'extraction de diamant dans les Territoires du Nord-Ouest.
Edmonton est un centre culturel, gouvernemental et éducatif. La ville accueille un grand nombre de festivals toute l'année, ce que lui vaut le surnom de « Canada's Festival City ». Elle abrite le deuxième plus grand centre commercial d'Amérique du Nord, le West Edmonton Mall (qui fut le plus grand centre commercial du monde de 1981 à 2004), ainsi que le parc du Fort Edmonton, qui constitue le plus grand musée d'histoire vivante du Canada.

## Histoire
Edmonton fut fondée en 1795 par la Compagnie de la Baie d'Hudson. Fort Edmonton, qui devint un centre marchand de fourrure locale, étant le point d’arrêt principal pour des pionniers allant au nord ou à l’ouest du Canada.
Le vice-gouverneur de la compagnie à l'époque, Sir James Winter Lake, avait une maison dans la ville d'Edmonton dans le Middlesex en Angleterre (aujourd'hui Londres), et donc ce nom fut choisi pour la nouvelle ville.
En 1885, le premier maire de la ville d’Edmonton fut Matthew McCauley.
Comme le gouvernement offrait à bas prix des terrains aux colons, la région autour de Fort Edmonton commença à se développer rapidement. En 1892, Edmonton devint officiellement une ville, ayant une population de 700 personnes.
En 1904, Edmonton comptait 9 000 résidents et fut incorporée comme ville la même année. L'Alberta devint une province en 1905 et la ville fut officiellement déclarée capitale provinciale en 1906. Les autres compétitrices étaient Calgary, Red Deer et Banff.
Également, la recherche de l'or dans le nord du Canada aida la ville à se développer.
En 1938 fut construite dans la ville la première mosquée du Canada, la mosquée Al-Rashid.
Il s'agit de la seule ville en Alberta qui ait réussi à échapper à la culture country (ou presque)[réf. souhaitée].
En 1987, une tornade de force F4 dans l'échelle de Fujita frappa l'est de la ville. La tornade d'Edmonton causa 27 morts ainsi que 300 blessés.

C'est la Compagnie de la Baie d’Hudson qui a fondé Edmonton.

## Quartiers

### Centre-ville
Edmonton est divisée en de nombreux quartiers. Le centre-ville, qui est en redéveloppement depuis le lancement du Capital City Downtown Plan de 1997, contient le quartier d'affaires constitué de gratte-ciel n'excédant pas les 150 mètres de hauteur, et 4 000 habitants. On peut y trouver les quartiers suivants : Commercial Core, Arts District, Rice Howard Way Pedestrian Mall, MacKay Avenue, Jasper-West, Warehouse District et Government Precinct.
Autour du centre se trouvent de nombreux quartiers comme Glenora, Westmount, Queen Mary Park, Central McDougall et McCauley sur la rive nord du fleuve, et Windsor Park, Garneau, Strathcona, Bonnie Doon et Strathearn sur la rive sud. Au-delà sont situées les banlieues. La plus connue d'entre elles est Mill Woods, quartier de 100 000 habitants. Si Mill Woods était une commune indépendante, ce serait la troisième plus grande ville de l'Alberta après Calgary et Edmonton. Plusieurs nouveaux quartiers font leur apparition au sud et au sud-ouest, dont ceux de MacEwan, Terwillegar et Rutherford.

### Quartiers franco-albertains
Le quartier de la paroisse Saint-Joachim est le lieu historique de l'établissement de la première communauté francophone des Canadiens-français de l'Alberta au XIXe siècle, autour de la rue Jasper. Un très grand nombre d’associations francophones ont été créées grâce aux efforts des habitants franco-albertains de ce premier quartier francophone. Que ce soit la Société Saint-Jean-Baptiste (1894), la Société du parler français (1912), le Cercle Jeanne-d’Arc (1913), Les Bonnes Amies (1925), l’Association canadienne-française de l’Alberta (1926).

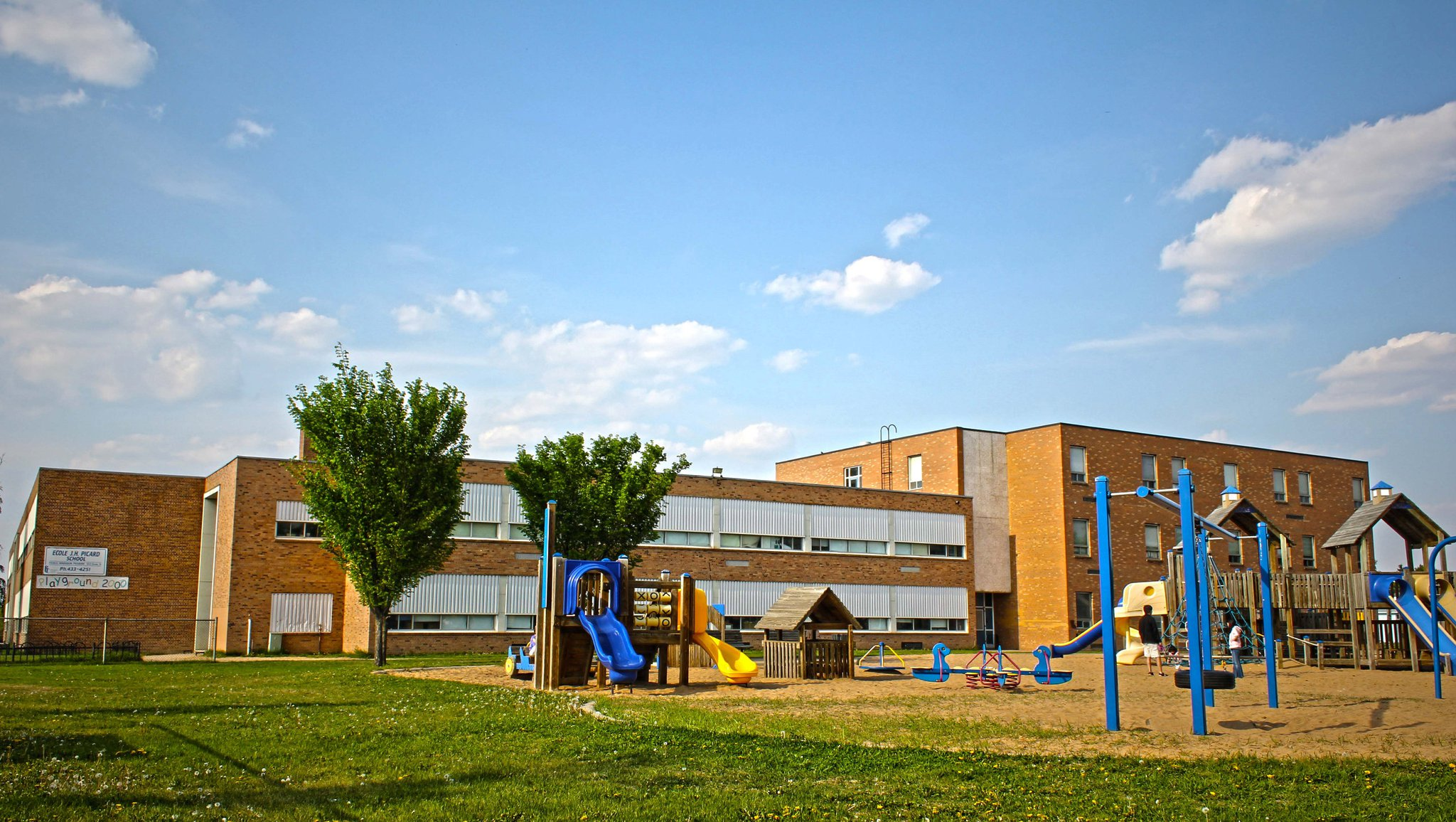
L'école J. H. Picard School offre des programmes d'immersion en français.

Au XXe siècle la communauté francophone s'est déplacée vers le quartier de Bonnie Doon sur l'autre rive de la rivière Saskatchewan, autour de la rue Marie-Anne-Gaboury. (En 1988, grâce aux efforts des Jeunes entrepreneurs francophones (JEF), la 91e rue devient la Rue Marie-Anne-Gaboury en l’honneur de Marie-Anne Gaboury, l’épouse de Jean-Baptiste Lagimodière et la grand-mère de Louis Riel. Le Centre culturel Marie-Anne-Gaboury et le Centre 82 se situent sur l’avenue Whyte. Plus loin dans le quartier, il y a les écoles francophones de Maurice-Lavallée, de Joseph Moreau, de Ste Jeanne-d’Arc et de Gabrielle-Roy. Il existe également des établissements scolaires tels que l'école J. H. Picard School qui offrent des programmes d'immersion en français.
Il y a également une communauté franco-albertaine dans le quartier de la paroisse de Saint-Thomas-d’Aquin d'Edmonton.

## Géographie
La ville est située près de la partie nord de la rivière Saskatchewan : les rives de la rivière, qui traverse la ville, font partie des attraits géographiques de la ville. L'altitude moyenne de Edmonton est de 645 mètres.

Carte de la ville d'Edmonton.

De plus, il faut noter qu’Edmonton se situe stratégiquement au centre de l'Alberta. Cela situe la ville près des fermes très productives du centre de la province et de la région vaste et riche en ressources plus au nord.
La superficie totale de la ville était, en 2011, de 694,4 km2,.

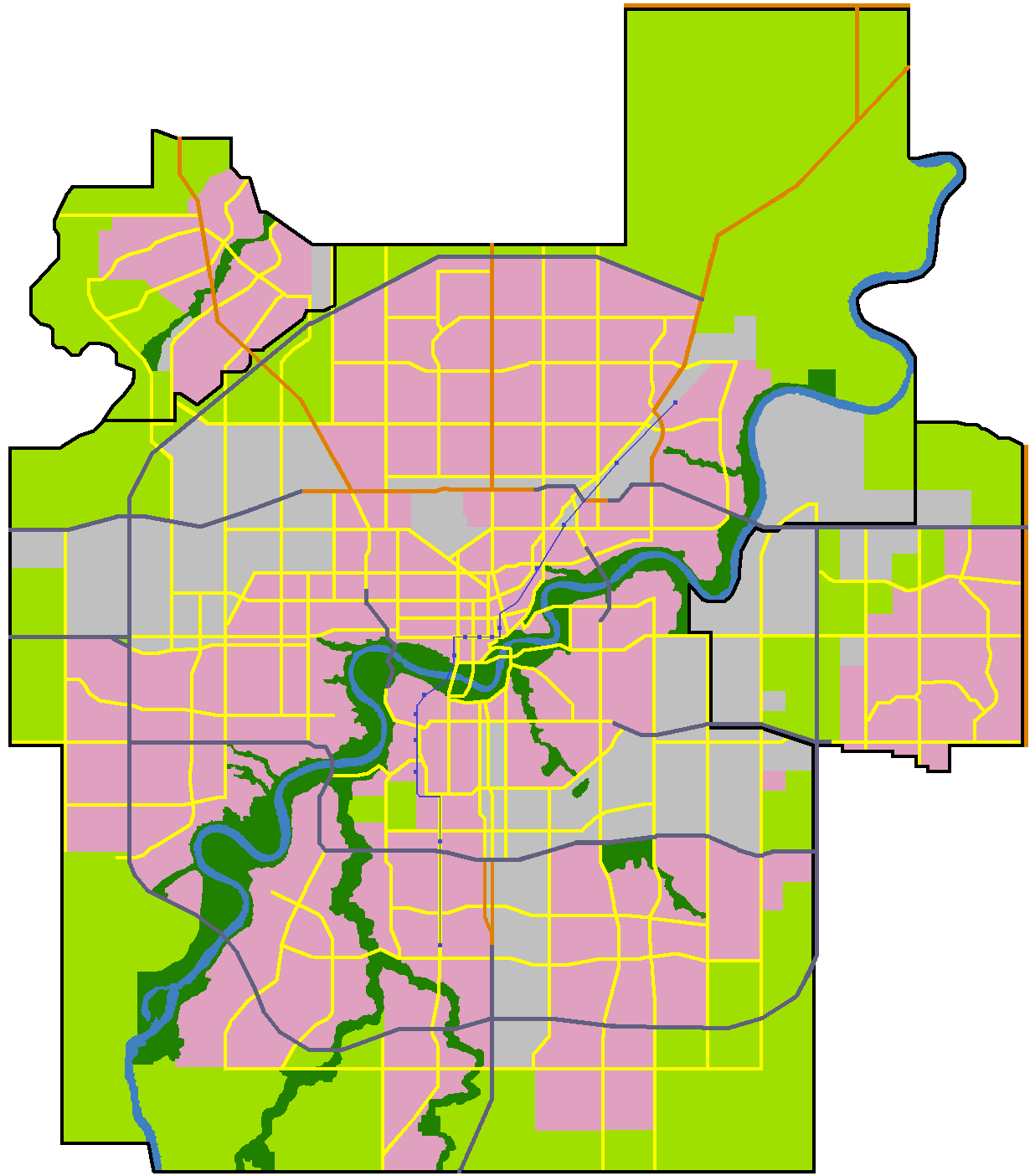
Carte de Edmonton.

## Présence militaire
La Base de soutien de la 3e Division du Canada Edmonton appelée plus couramment Garnison Edmonton est une base de l'armée canadienne située dans le comté de Sturgeon,, à la frontière Nord‑Est de la ville d’Edmonton. La base couvre une superficie de 2 550 hectares. Le site principal porte le nom de Casernement Steele, nommé en l’honneur de Sir Samuel Steele, l’un des fondateurs de la Police à cheval du Nord‑Ouest.

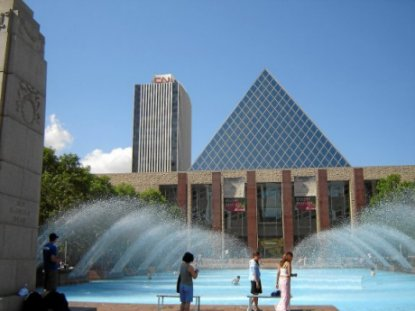
L'hôtel de ville de Edmonton.

## Gouvernement

### Municipal
Le Conseil municipal (en) de la ville d'Edmonton est composé de 13 élus:
- 12 conseillers municipaux
- Le maire de la ville d'Edmonton (Amarjeet Sohi)

L'hôtel de ville se situe au 1 place Sir Winston Churchill. Plusieurs activités s'y déroulent. Il est aussi possible de faire une visite gratuite de l'édifice.

### Représentation provinciale
La ville d’Edmonton est comprise dans 19 districts électoraux de la province de l'Alberta. 19 députés élus représentent donc la population à l'Assemblée législative de l'Alberta,. Les 19 circonscriptions et les députés provinciaux pour ces circonscriptions sont :

19 députés représentent la ville au Gouvernement de la province de l'Alberta.

- Edmonton-Beverly-Clareview : Peggy Wright (NPD)
- Edmonton-Castle Downs : Nicole Goehring (NPD)
- Edmonton-City Centre : David Shepherd (NPD)
- Edmonton-Decore : Sharif Haji (NPD)
- Edmonton-Ellerslie : Rod Loyola (NPD)
- Edmonton-Glenora : Sarah Hoffman (NPD)
- Edmonton-Gold Bar : Marlin Schmidt (NPD)
- Edmonton-Highlands-Norwood : Janis Irwin (NPD)
- Edmonton-Manning : Heather Sweet (NPD)
- Edmonton-McClung : Lorne Dach (NPD)
- Edmonton–Meadows : Jasvir Deol (NPD)
- Edmonton-Mill Woods : Christina Gray (NPD)
- Edmonton-North West : David Eggen (NPD)
- Edmonton-Riverview : Lori Sigurdson (NPD)
- Edmonton-Rutherford : Jodi Calahoo Stonehouse (NPD)
- Edmonton-South : Rhiannon Hoyle (NPD)
- Edmonton-South West : Nathan Ip (NPD)
- Edmonton-Strathcona : Rachel Notley (NPD)
- Edmonton-West Henday : Brooks Arcand-Paul (NPD)
- Edmonton-Whitemud : Rakhi Pancholi (NPD)

### Représentation fédérale
La ville d’Edmonton est intégrée à 10 districts électoraux fédéraux. 10 députés représentent en conséquence la ville au Parlement du Canada,. Ces circonscriptions et les députés pour ces circonscriptions sont :

10 députés sont élus par la ville d'Edmonton au Parlement du Canada.

- Edmonton Manning : Ziad Aboultaif (PCC)
- St. Albert - Edmonton : Michael Cooper (PCC)
- Edmonton Griesbach : Blake Desjarlais (NPD)
- Edmonton-Centre : Randy Boissonnault (PLC)
- Edmonton-Ouest : Kelly McCauley (PCC)
- Sherwood Park - Fort Saskatchewan : Garnett Genuis (PCC)
- Edmonton Strathcona : Heather McPherson (NPD)
- Edmonton Riverbend : Matt Jeneroux (PCC)
- Edmonton Mill Woods : Tim Uppal (PCC)
- Edmonton—Wetaskiwin : Mike Lake (PCC)

## Économie
L'économie d'Edmonton se base principalement sur les combustibles fossiles en raison de la grande quantité de pétrole au nord de l'Alberta. Il y a plusieurs autres grandes industries, à Edmonton, dans le domaine de la construction, de l'éducation et de la santé (hôpitaux). Il y a beaucoup d'opportunités d'emplois dans cette province et ceci même en mauvaise période économique. La dernière mauvaise période a eu lieu dans les années 1980 quand Pierre Eliott Trudeau a créé le programme énergétique national. Depuis, l'économie se porte mieux.
La Chambre de commerce d’Edmonton, pour sa part, est l'une des institutions commerciales la plus anciennes et influente au Canada. Âgée de plus de 128 ans, elle regroupe 2 300 membres et représente les entreprises de toutes tailles dans tous les secteurs de l'économie,.
Parmi les entreprises basées à Edmonton on trouve Aurora Cannabis.

## Démographie
En 2016, 12,95 % de la population est originaire de la province de l'Alberta. 0,95 % de la population de la ville est originaire du Canada Atlantique. 3,41 % de la population d'Edmonton est d'origine ontarienne ou québécoise. Enfin 2,19 % de la population de la cité est originaire de Colombie-Britannique.
| 2001    | 2006    | 2011    | 2016    |
| ------- | ------- | ------- | ------- |
| 666 104 | 730 372 | 812 201 | 932 546 |

## Religion
31 % des citoyens de la ville d'Edmonton sont des protestants tandis que 29 % sont catholiques. Enfin, 2,9 % de la population est de religion musulmane. À ces chiffres s'ajoute 2,6 % de chrétiens orthodoxes, 2,1 % de bouddhistes et 1,4 % de sikhs.
L'Archidiocèse d'Edmonton encadre les catholiques d'Edmonton tandis que les anglicans (protestants) sont intégrés au diocèse anglican d'Edmonton,.
Enfin, la basilique-cathédrale Saint-Joseph d'Edmonton est le siège de l'Archidiocèse d'Edmonton tandis que l'église cathédrale du diocèse anglican d'Edmonton est la All Saints’ Anglican Cathedral d'Edmonton.
Dans le christianisme évangélique, il y a par exemple Life Church, affiliée aux Assemblées de la Pentecôte du Canada.
Quant à l'église du Sacré-Cœur des Premiers Peuples, elle est la paroisse nationale des peuples autochtones, des colons et des métis.

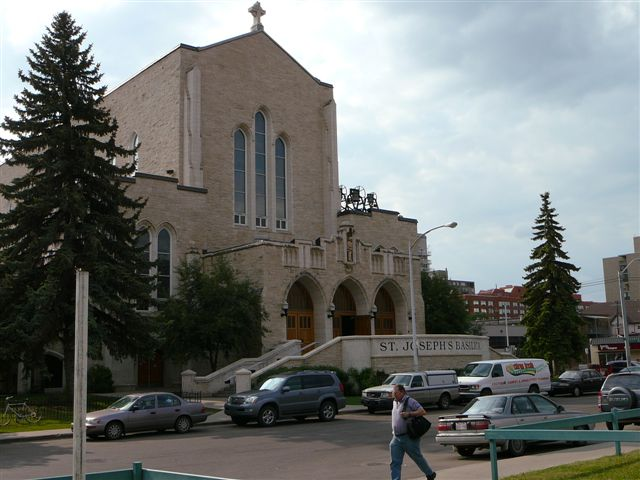
La basilique-cathédrale Saint-Joseph d'Edmonton.
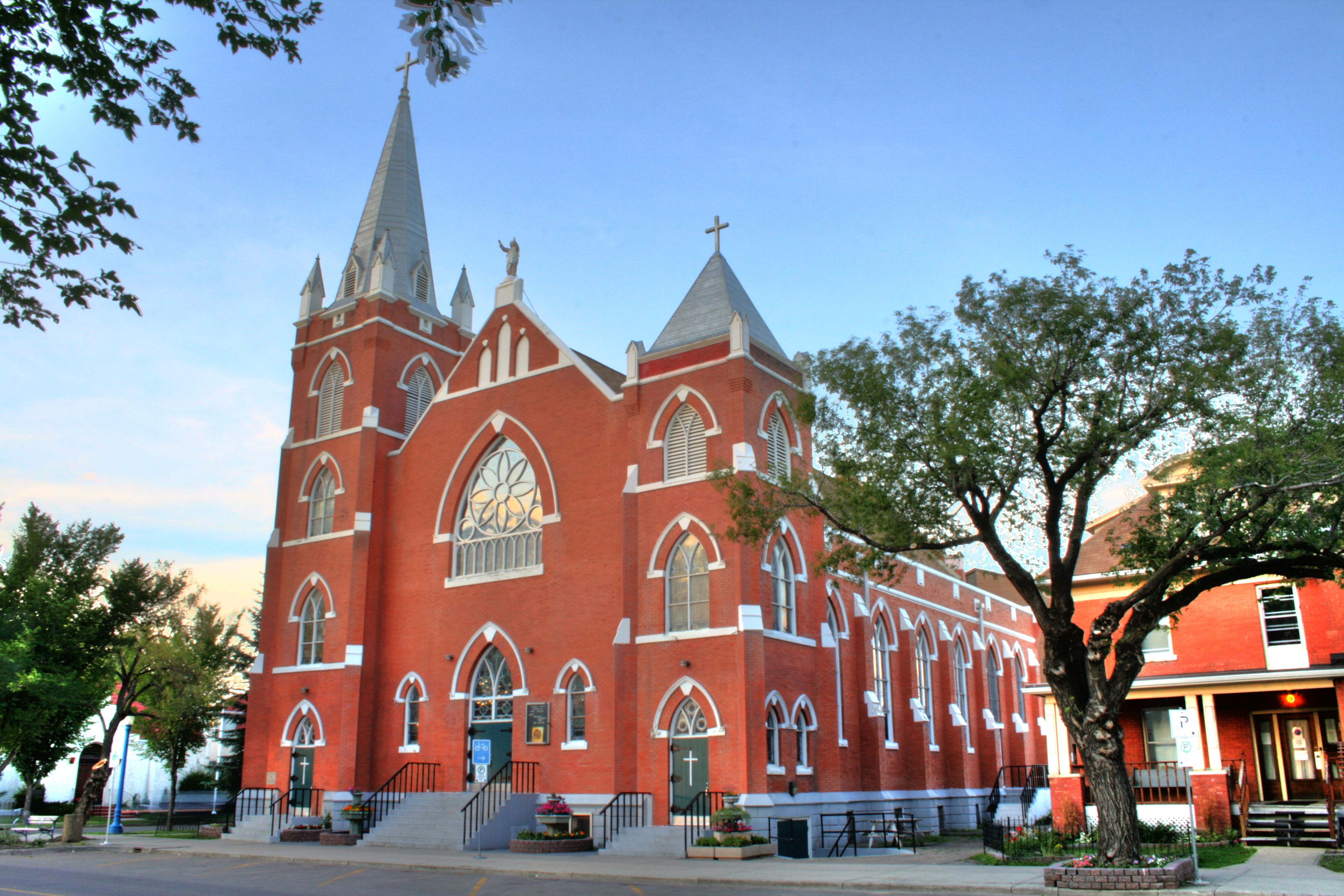
Église du Sacré-Cœur des Premiers Peuples.
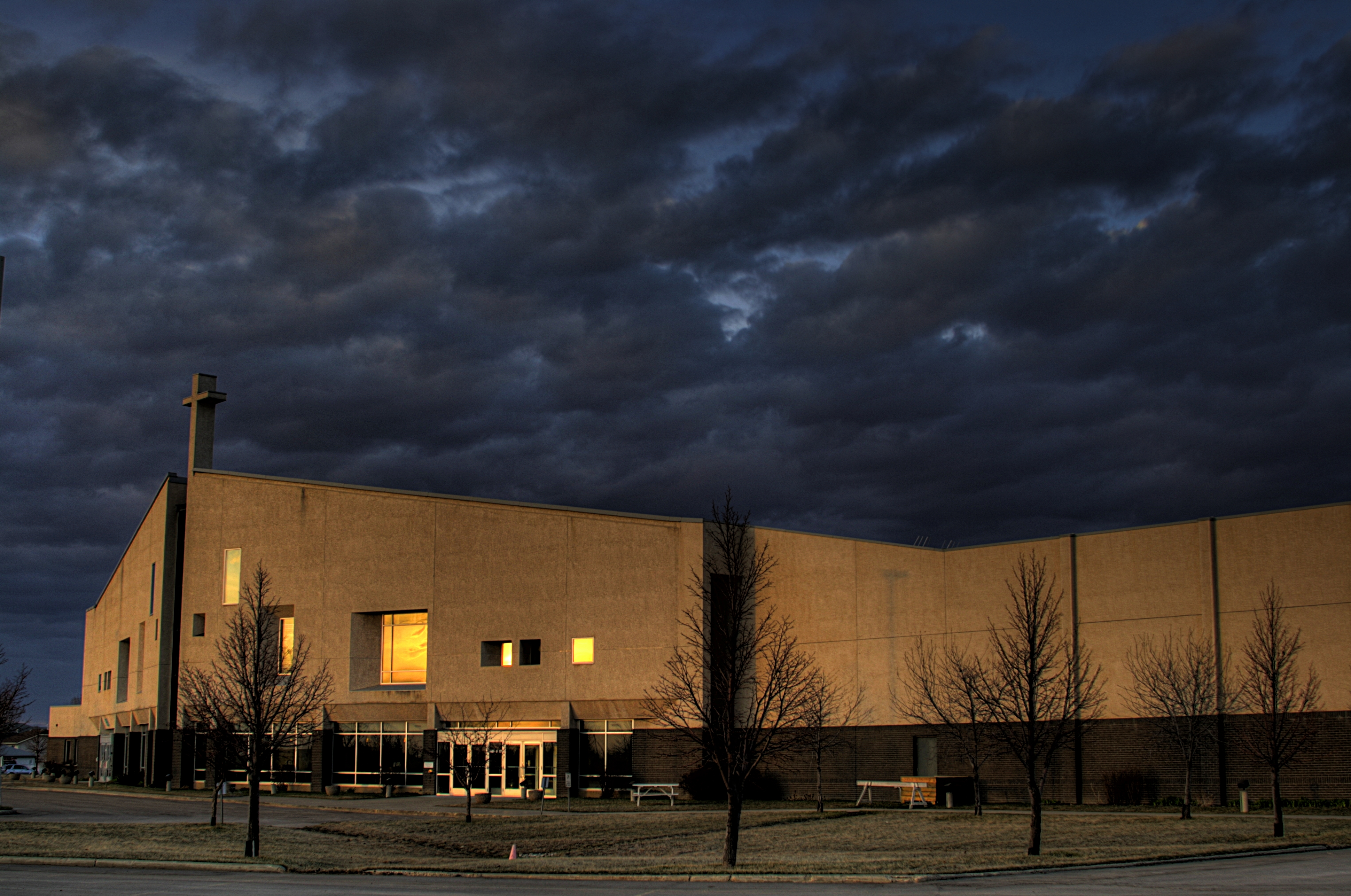
Bâtiment de Life Church.

## Climat
Edmonton a un climat tempéré froid (Dfb selon la classification de Köppen), c'est-à-dire un climat continental humide.
| Mois                                  | jan.       | fév.       | mars      | avril      | mai        | juin      | jui.      | août      | sep.       | oct.       | nov.       | déc.       | année           |
| ------------------------------------- | ---------- | ---------- | --------- | ---------- | ---------- | --------- | --------- | --------- | ---------- | ---------- | ---------- | ---------- | --------------- |
| Température minimale moyenne (°C)     | −14,8      | −12,5      | −7,2      | −0,5       | 5,4        | 9,9       | 12,3      | 11,3      | 5,8        | −0,2       | −8,2       | −13,1      | −1              |
| Température moyenne (°C)              | −10,4      | −7,6       | −2,5      | 5,4        | 11,5       | 15,5      | 17,7      | 16,9      | 11,4       | 5,1        | −4,1       | −8,8       | 4,2             |
| Température maximale moyenne (°C)     | −6         | −2,7       | 2,2       | 11,2       | 17,5       | 21        | 23,1      | 22,6      | 17,1       | 10,4       | 0          | −4,5       | 9,3             |
| Record de froid (°C) date du record   | −49,4 1886 | −49,4 1893 | −40 1888  | −26,1 1911 | −12,2 1942 | −3,9 1883 | −1,7 1918 | −3,3 1887 | −11,7 1951 | −26,1 1919 | −42,2 1883 | −48,3 1938 | −49,4 19/1/1886 |
| Record de chaleur (°C) date du record | 13,9 1889  | 16,7 1889  | 23,9 2004 | 32,2 1939  | 34,4 1936  | 37,2 1937 | 36,7 1924 | 35,6 1933 | 33,9 1967  | 28,6 1987  | 23,3 1903  | 16,7 1999  | 37,2 29/6/1937  |
| Ensoleillement (h)                    | 100,8      | 121,7      | 176,3     | 244,2      | 279,9      | 285,9     | 307,5     | 282,3     | 192,7      | 170,8      | 98,4       | 84,5       | 2 344,8         |
| Précipitations (mm)                   | 21,7       | 12         | 15,8      | 28,8       | 46,1       | 77,5      | 93,8      | 61,9      | 43,5       | 21,7       | 18         | 15         | 455,7           |
| dont neige (cm)                       | 24,5       | 13,4       | 17,4      | 15,3       | 4,9        | 0         | 0         | 0         | 1          | 11,6       | 19,1       | 16,4       | 123,5           |
| Nombre de jours avec précipitations   | 11         | 7,9        | 8,3       | 8,8        | 11         | 14,2      | 14,6      | 11,1      | 9,8        | 8          | 8,8        | 9,4        | 122,9           |
| Humidité relative (%)                 | 65,2       | 61,2       | 56,5      | 42,9       | 40,4       | 48,2      | 52,6      | 51,4      | 50,1       | 50,5       | 64,7       | 65,4       | 54,1            |
| Nombre de jours avec neige            | 10,7       | 7,7        | 7,7       | 4,2        | 1,2        | 0         | 0         | 0         | 0,5        | 3,2        | 7,9        | 9,3        | 52,4            |

| Diagramme climatique                                  |             |             |              |             |           |              |              |             |              |         |             |
| J                                                     | F           | M           | A            | M           | J         | J            | A            | S           | O            | N       | D           |
| −6−14,821,7                                           | −2,7−12,512 | 2,2−7,215,8 | 11,2−0,528,8 | 17,55,446,1 | 219,977,5 | 23,112,393,8 | 22,611,361,9 | 17,15,843,5 | 10,4−0,221,7 | 0−8,218 | −4,5−13,115 |
| Moyennes : • Temp. maxi et mini °C • Précipitation mm |             |             |              |             |           |              |              |             |              |         |             |

| Mois                                  | jan.       | fév.       | mars       | avril      | mai        | juin      | jui.    | août      | sep.      | oct.       | nov.       | déc.       | année           |
| ------------------------------------- | ---------- | ---------- | ---------- | ---------- | ---------- | --------- | ------- | --------- | --------- | ---------- | ---------- | ---------- | --------------- |
| Température minimale moyenne (°C)     | −17,7      | −15,9      | −10        | −2,5       | 3          | 7,6       | 9,5     | 8,1       | 3         | −2,9       | −10,6      | −16,5      | −3,7            |
| Température moyenne (°C)              | −12,1      | −9,9       | −4,4       | 4,2        | 10,2       | 14,1      | 16,2    | 15,2      | 10,2      | 3,8        | −5,4       | −11        | 2,6             |
| Température maximale moyenne (°C)     | −6,3       | −3,8       | 1,2        | 10,8       | 17,4       | 20,6      | 22,8    | 22,2      | 17,4      | 10,4       | −0,1       | −5,5       | 8,9             |
| Record de froid (°C) date du record   | −48,3 1972 | −43,9 1994 | −42,7 2009 | −28,3 1975 | −11,6 2005 | −6,1 1969 | −1 2009 | −3,8 1992 | −9,6 1983 | −26,5 1984 | −36,4 2006 | −46,1 2009 | −48,3 26/1/1972 |
| Record de chaleur (°C) date du record | 9,9 2006   | 13,3 1992  | 24,2 2004  | 30,5 1977  | 32,8 1986  | 34,4 1961 | 35 1961 | 35,6 2008 | 34,9 1981 | 29,1 1987  | 18,8 2005  | 15,9 2005  | 35,6 18/8/2008  |
| Ensoleillement (h)                    | 101,1      | 127        | 174,7      | 233,3      | 271        | 275,9     | 302,2   | 279,4     | 196,1     | 160,4      | 97,2       | 92         | 2 310,3         |
| Précipitations (mm)                   | 20,8       | 11,9       | 16,5       | 28,7       | 49,4       | 72,7      | 95,6    | 54,9      | 41,3      | 22,6       | 17,3       | 14,5       | 446,2           |
| dont neige (cm)                       | 21,7       | 13,4       | 17,5       | 14,4       | 6,5        | 0         | 0       | 0,1       | 1,1       | 10,4       | 17,3       | 15,9       | 118,3           |
| Nombre de jours avec précipitations   | 10,2       | 8,1        | 9,2        | 8,2        | 11,3       | 13,8      | 14,7    | 11,7      | 9,8       | 8,2        | 8,6        | 9,3        | 123,1           |
| Humidité relative (%)                 | 68         | 65,8       | 62,4       | 45,3       | 41,2       | 49,4      | 54,3    | 52,4      | 49        | 51,7       | 67,4       | 68,8       | 56,3            |
| Nombre de jours avec neige            | 9,9        | 8,3        | 8,4        | 4,1        | 1,6        | 0         | 0       | 0,03      | 0,5       | 3,3        | 7,8        | 9,3        | 53,23           |

| Diagramme climatique                                  |               |            |              |           |             |             |             |           |              |               |               |
| J                                                     | F             | M          | A            | M         | J           | J           | A           | S         | O            | N             | D             |
| −6,3−17,720,8                                         | −3,8−15,911,9 | 1,2−1016,5 | 10,8−2,528,7 | 17,4349,4 | 20,67,672,7 | 22,89,595,6 | 22,28,154,9 | 17,4341,3 | 10,4−2,922,6 | −0,1−10,617,3 | −5,5−16,514,5 |
| Moyennes : • Temp. maxi et mini °C • Précipitation mm |               |            |              |           |             |             |             |           |              |               |               |

## Jumelages
- Gatineau (Canada) depuis 1967
- Harbin (Chine) depuis 1985
- Nashville (États-Unis) depuis 1990
- Wonju (Corée du Sud) depuis 1998
- Berg-op-Zoom (Pays-Bas) depuis 2013

## Personnalités liées à Edmonton

### Art
- Nathan Fillion, acteur jouant notamment le rôle de Richard Castle dans la série télévisée Castle.
- Michael J. Fox, acteur connu pour avoir interprété le rôle de Marty McFly dans la trilogie Retour vers le futur.
- Jill Hennessy, actrice connue pour ses rôles dans New York, police judiciaire (en anglais Law and Order) et dans Preuve à l'appui (en anglais Crossing Jordan).
- Eric Johnson, acteur principalement connu pour son rôle de Whitney Fordman dans Smallville, ainsi que le rôle-titre de la série télévisée Flash Gordon
- Iman Mersal, poète égyptienne vivant à Edmonton,
- Kavan Smith, né à Edmonton, acteur principalement connu pour son rôle du major Evan Lorne dans Stargate Atlantis.
- Le groupe de rock progressif Troyka
- Vivian Fung (1975-), compositrice, y est née.

### Sport
- Chris Benoit, catcheur pour la ECW, WCW et WWE, aujourd'hui décédé, est venu vivre à Edmonton à l'âge de 12 ans.
- Jay Bouwmeester, joueur de hockey.
- Johnny Boychuk, joueur de hockey.
- Johnny Bucyk, joueur de hockey retraité.
- Brendan Gallagher, joueur de hockey.
- Lars Hirschfeld, joueur de football de Vålerenga Fotball et de l'équipe du Canada de soccer.
- Jarome Iginla, joueur de hockey.
- Joffrey Lupul, joueur de hockey.
- Mark Messier, joueur de hockey retraité.
- Scott Niedermayer, joueur de hockey retraité.
- Dion Phaneuf, joueur de hockey.
- Mark Pysyk, joueur de hockey.
- Zarley Zalapski, joueur de hockey retraité.
- Jake DeBrusk, joueur de hockey professionnel, jouant actuellement[Quand ?] pour les Boston Bruins.

## Clubs professionnels de sport
| Équipe                                  | Ligue                   | Stade                 | Création | Titres |
| --------------------------------------- | ----------------------- | --------------------- | -------- | ------ |
| Elks d'Edmonton (Eskimos jusqu'en 2020) | LCF (football canadien) | Stade du Commonwealth | 1949     | 14     |
| Oilers d'Edmonton                       | LNH (hockey sur glace)  | Rogers Place          | 1972     | 5      |
| Oil Kings d'Edmonton                    | LHOu (hockey sur glace) | Rogers Place          | 2007     | 1      |
| FC Edmonton                             | PLC (soccer)            | Clarke Stadium        | 2010     | 0      |

## Galerie

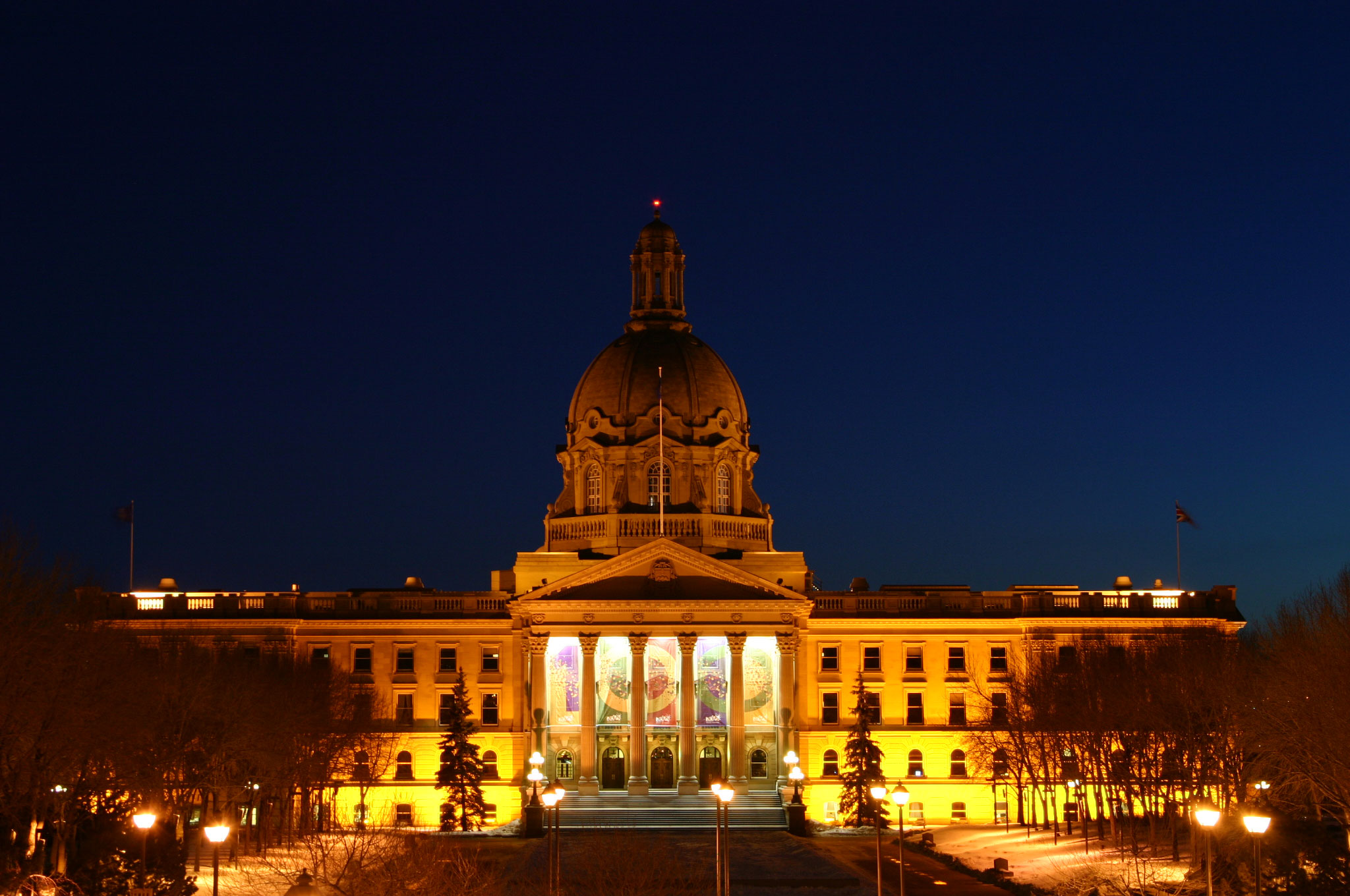
Parlement de l'Alberta.
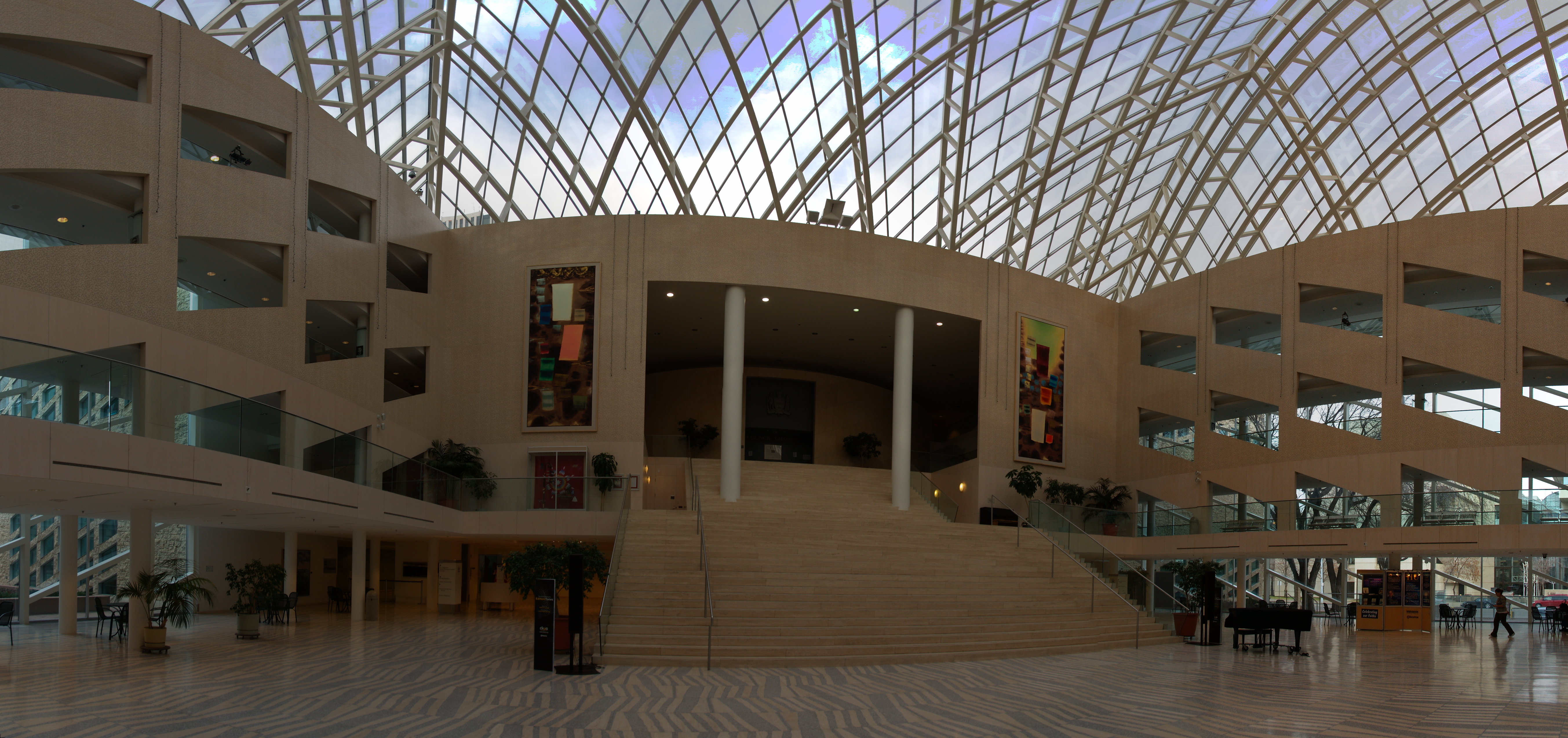
Hôtel de Ville d'Edmonton.
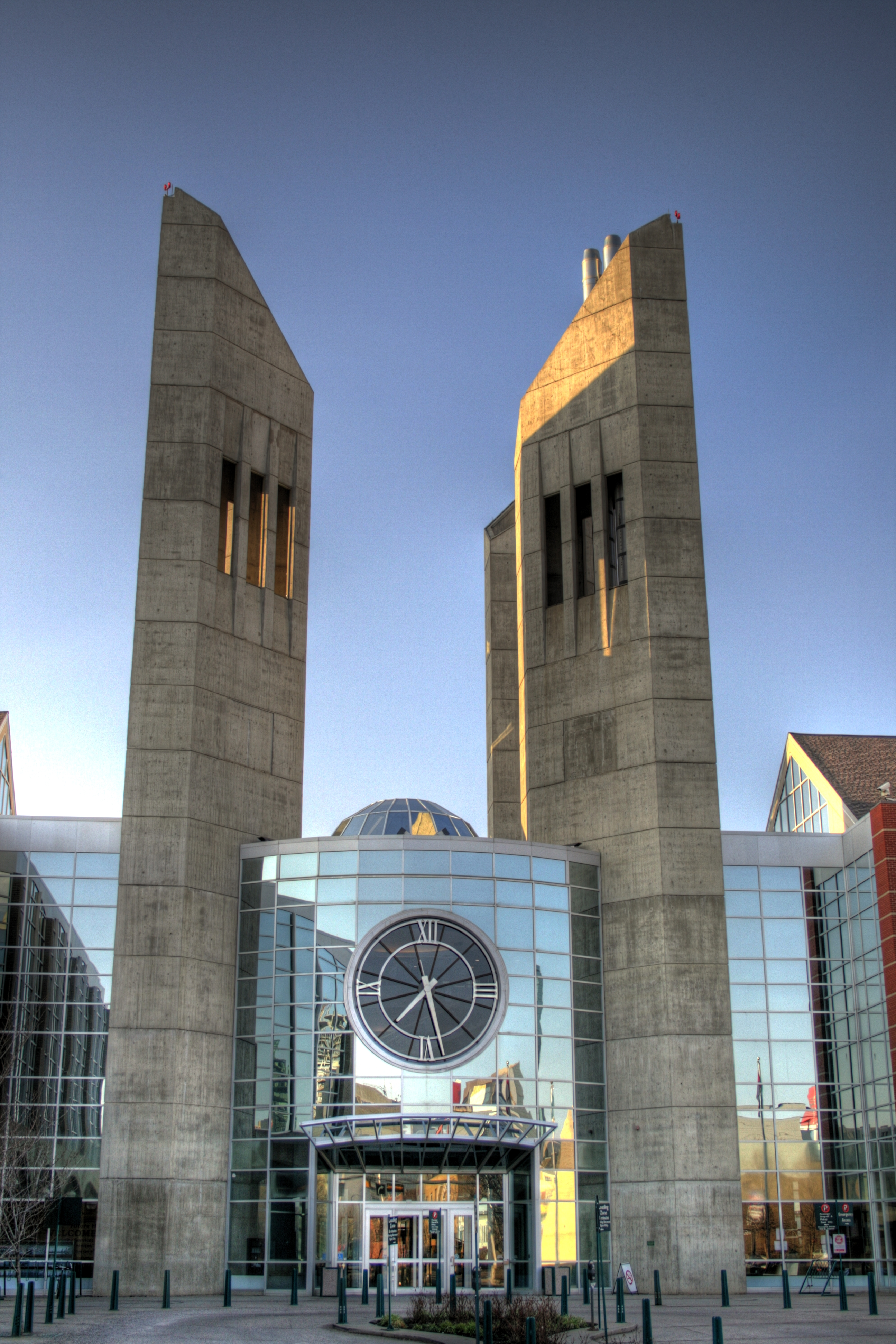
Entrée de l'Université McEwan.
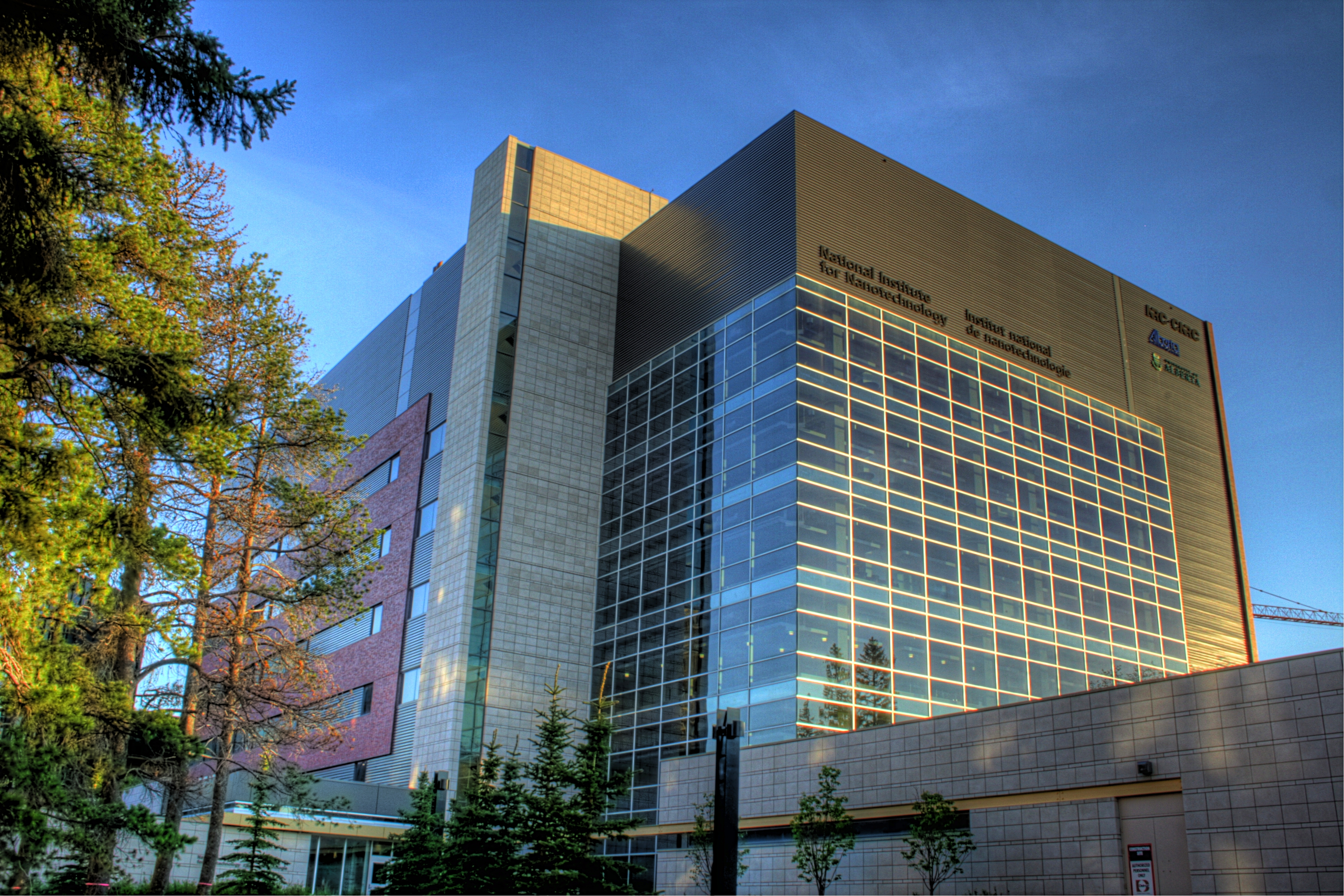
Institut de Nanotechnologie, Université de l'Alberta.
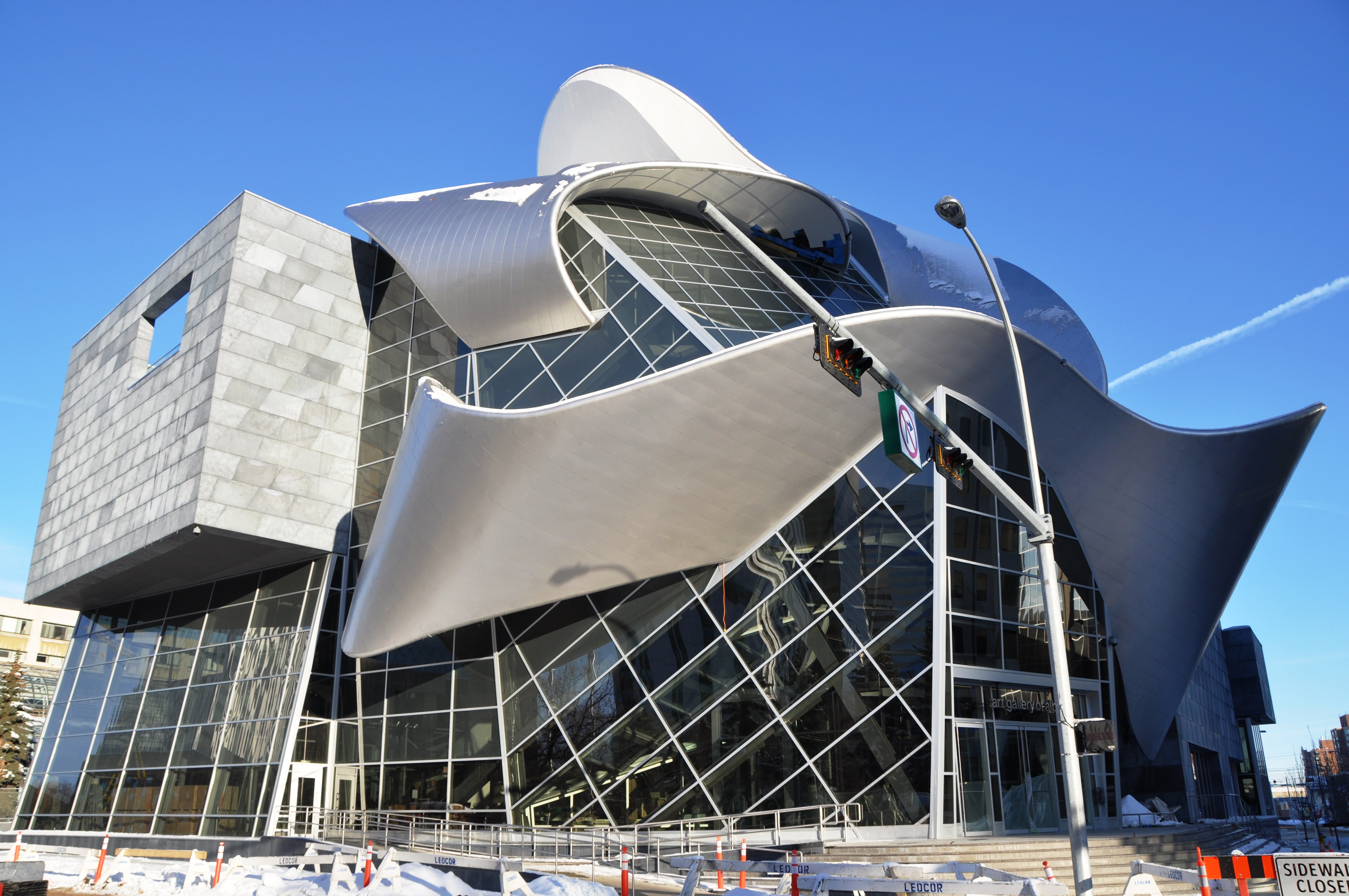
Galerie d'art de l'Alberta.

## Organisations basées à Edmonton
- Institut antarctique du Canada

## Honneurs
L'astéroïde (96193) Edmonton porte son nom.